# كليمنت مورو
كليمنت مورو (بالألمانية: Clément Moreau)‏ هو مصمم جرافيك وفنان ألماني، ولد في 26 مارس 1903 في كوبلنتس في ألمانيا، وتوفي في 27 ديسمبر 1988 في زيرناخ في سويسرا.